# ドリームハンター麗夢
『ドリームハンター麗夢』 （ドリームハンターレム） は、1985年から1992年にかけて発売された、OVA（原作・総監督：奥田誠治）を主体とするメディアミックス作品、及びそのシリーズ。OVAは全6巻（リメイク作品1巻を含む）。

## 概要
眠っている間に他人の夢の中に入れるドリームハンターの綾小路麗夢が、人々を悪夢で苦しめる夢魔と戦う。ストーリーは正統派のホラー物をベースとしつつ、アクションシーンにウエイトが置かれた作品である。
1作目『ドリームハンターレム（麗夢）』は1985年6月にサイ・エンタープライズのレーベル「オレンジビデオハウス」より18禁作品としてリリースされた。半年後の12月に、一般向けに18禁シーンを差し替え第2話を追加したスペシャルバージョンとして再リリースされ、それ以降、一般向けの作品としてシリーズ展開されるという異例の経緯となった。
『ドリームハンター麗夢スペシャルバージョン 惨夢、甦る死神博士』には、OVAとしては世界で初めてドルビーサラウンド方式の立体音響が採用されている。
1986年9月には2作目『ドリームハンター麗夢 聖美神（せいびしん）学園の妖夢』が、1987年2月には3作目『ドリームハンター麗夢 夢隠（ゆめがくし） 首なし武者伝説』がいずれも一般作品としてキングレコードからリリースされた。3作目のリリース直前には制作元のサイ・エンタープライズが倒産し、シリーズ展開は休止となったが、1988年以降にはオリジナルドラマを含むCDや小説などが相次いで発売されている。1990年には別会社でビデオプロジェクトが再開され、OVA2巻やCDによるメディアミックス展開が行われた。
2000年以降も、漫画雑誌に複数回連載されたりカプセルトイが発売されるなどコンテンツの展開が続いており、2006年から2007年にかけては既発作品が2セットのDVD-BOXにまとめられ、発売された。
2013年時点では、原作：奥田誠冶、作画：火浦Rによる漫画での新作展開が中心となっている。
2018年には、書籍『オリジナルビデオアニメ（OVA）80's テープがヘッドに絡まる前に』の帯に登場した。

## 主要登場人物
綾小路 麗夢（アヤノコウジ レム）
声 - 松井菜桜子
他人の夢の中に入る超能力を持っている少女。夢の中から人の命を蝕んでいく悪魔「夢魔」を退治する事を使命とする「夢守の民」（ドリームガーディアン）の末裔であり、ドリームハンターと名乗っている。外見は中学生程度に見えるが実年齢、家族構成など、プライベートなことについては一切不明。ただし年齢に関しては作品中に学生時代を懐かしむ描写がある。職業は私立探偵。青山の裏通りに「綾小路探偵事務所」を構え、ここを活動の拠点としている。自称「何でも屋探偵」。広告などは出さず、依頼は口コミによる紹介が主である。その事もあり、実際には取り扱う事件は怪奇現象を伴った物が多い。愛車は青のホンダ・シティ カブリオレ（AA型）。『殺戮の夢幻迷宮』及び原作となった小説『フロイト城幻夢譚』では赤のプジョー・205GTI輸出仕様(右ハンドル)をカブリオレに改装したものに乗り換えている。いずれもゼペットじいさんの手により改造が施されておりミサイルランチャー等の火器が内蔵搭載されている。『ドリームハンター麗夢XX 蒼の機関騎士』ではハマー・H2が愛車となっており従来のミサイルランチャーなどの火器に加えステルス機能も搭載されているようである。
依頼者や被害者、あるいは円光の前では理性的な態度を取っているが、体重計の数字に一喜一憂したり、激昂して拳銃を乱射したりするシーンもある。夢の中での戦闘時には際どいビキニアーマーを着用するがそれ以外では着用しない。過去に何者かによって夢を奪われたため、眠っていても暗黒の夢しか見ることができない。
『ドリームハンター麗夢XX 蒼の機関騎士』で捕われた際には無数の機械触手で全身を検査され、子宮から採取された卵子のDNAから人と異なる二重螺旋の部分がある事が暴かれる。
アルファ
声 - 後藤真寿美、室井深雪（現・深雪さなえ）
麗夢のペットで、サポート役の子猫。巨獣化できる。
ベータ
声 - 龍田直樹
麗夢のペットの子犬。アルファと同様に巨獣化できる。生霊と死霊を嗅ぎ分ける能力を持つ。
円光（エンコウ）
声 - 速水奨
謎の修行僧。夢に入ることはできないが、法術や念力を使って、夢の外から夢魔の行動に干渉する能力を持っている。また現実世界においては、その能力に加え、人間離れした体術を駆使し、夢魔と戦う。麗夢に恋している。
榊 純一郎（サカキ ジュンイチロウ）
声 - 内海賢二
警視庁の警部。娘のゆかりが死夢羅博士に悪夢を見せられた事件で麗夢と知り合う。その事件が解決した功績が認められたためか、以降は解決不能と思われる怪奇事件を担当させられることが多い。喫煙家で銘柄はLarK。『ドリームハンター麗夢alternative』では捜査第8課、通称「超常課」創設に伴い責任者（課長補佐）に就任。
鬼童海丸（キドウウミマル）
声 - 池田秀一
超心理学を研究している元城西大学助教授で、コンピューターのエキスパート。円光とは恋敵。
鬼堂海丸の名の読み方については、ビデオ版、コミック版ではキドウウミマル、 CD版ではキドウカイマルとなっている。
死神博士（シニガミハカセ）
声 - 大木民夫 / 永井一郎（超ヒロイン戦記）
本名、死夢羅（シムラ）。別名、メフィストフェレスともルシファーとも二つ名を持つ悪魔とも云われている。麗夢と同じく夢守の民の末裔だが、麗夢とは反対に夢を介して猟奇殺人を繰り広げる。
豪徳寺 美雪（ゴウトクジミユキ）
声 - 吉田美保
榊 ゆかり（サカキユカリ）
声 - 鷹森淑乃
榊警部の娘。
ゼペット
声 - 峰恵研
表向きは自動車修理工を営んでいるが裏ではあらゆる武器を売買する死の商人の顔を持つ。麗夢とは昔から顔馴染みのようであり麗夢の愛車ホンダ・シティ カブリオレとプジョー・205GTIの特注改造を請負ったりしている。『ドリームハンター麗夢XX 蒼の機関騎士』では孫のPが登場する。
鷹取 花音（タカトリカノン）
『ドリームハンター麗夢alternative』初登場したもう一人のドリームハンター。

## 用語
夢魔（ムマ）
本作品における敵性存在の総称で、夢の中に現れ、人間に対して危害を加える魔物。エクトプラズムで擬似的な肉体を構成し、現実世界で活動することもある。通常は魔界に存在しており、人間（生者、死者は問わない）のネガティブな感情が呼び水となって、人間界に呼び出される。なお、本作品には悪霊なども登場するが、それらは夢魔とは別物とされている。
コルト44マグナム（コルトフォーティフォーマグナム）
麗夢の得物で対魔物（夢魔）、対モンスター用に設計された銃である。弾丸はシルバー（銀）製で先端に十字の切れ目が入れてある（本人談：吸血鬼も狼男も倒せる）。コルトパイソンの機動力（軽さ）と44マグナム弾の威力を兼ね備えた銃である。実在しない銃であるが、コルト・パイソン（357マグナム）をベースに44マグナム弾に対応したカスタム銃だと思われる。本作の発表は1985年であるが、1990年にはコルト社からアナコンダ（44マグナム）が実際に発売された。
綾小路探偵事務所（アヤノコウジタンテイジムショ）
青山にある麗夢の本拠地。繁華街から離れた地区にひっそりと存在している、非常に古いプレハブ風アパートの、2階の一室が事務所となっている。雑居ビルがアパートの敷地全体を包囲するように建っており、外部と繋がる道路は路地同然の細い道しかないという、隠れ家のような立地条件になっている。加えて、CMほか雑誌・新聞の広告など宣伝活動を一切していないため同業の中での知名度は皆無（本人談）。建物の規模に対して、周囲の土地はかなり広く空いているが、何のためのスペースなのかは不明。麗夢の使用する車両は、この建物の地下にあるガレージに駐車している。このアパートに、麗夢以外の住人がいるかどうかは不明。
夢の戦士（ユメノセンシ）
麗夢が夢の中で変身した姿を指す。夢魔をおびき寄せる為に際どいビキニ戦闘服を纏い、光り輝く剣を持ち、常人を超越した身体能力で夢魔と戦う。胸の部分に薄い布地を使用しているなど、一見防御面で不安があるがREM睡眠の波動で守られている間は無敵状態となる。
変身後の頭身サイズも若干ながら変化する。「夢隠 首なし武者伝説」では盾を装着する。電脳空間や夢魔が支配している夢のフィールドでは身体能力が制限されてしまう。
夢守りの民（ユメモリノタミ）
かつて日本に存在していたという民族。麗夢同様、他人の夢に入る能力を持っており人々の夢を悪夢から守ったと伝えられている。麗夢はこの末裔ではと言われており、麗夢自身もある程度のことは知っているようではあるが、詳細は不明。諸外国にも、同様の存在を伝える伝承が残っており、ドリームガーディアンと呼ばれることもある。

## 主題歌・挿入歌
「ドリームハンター麗夢」
「だきしめてもう一度」
「やさしい恋ドロボウ」
以上３曲すべて、作詞：いつか、作曲：後藤英雄、演奏：琴路BAND、唄：松井菜桜子
「Tight Beatで 呼び出して」
作詞：椎名恵、作曲：池毅、編曲：戸塚修、唄：丸山美由紀
「Boy -ボーイ- 」
作詞：山腰直彦、作曲：池毅、編曲：戸塚修、唄：丸山美由紀
※上記記載の楽曲のみ、JASRAC無信託。

## スタッフ
- 企画・制作 - 黒田誠吾（1,2,3）、伊藤勇・森正之（4）、村田良一（5）
- 原作 - 奥田誠治（1,2,3,4,5）
- 総監督 - 奥田誠治（1,2,3）
- 監督 - 隈崎悟（1）、長尾粛（2）、上井康宣（3）、奥田誠治（4,5）
- 脚本 - 裕木陽（2,3,5）、奥田誠治（4,5）
- 絵コンテ - 隈崎悟（1）、奥田誠治（4,5）、毛利和昭（4）、北島信幸（5）
- キャラクターデザイン - 毛利和昭（1,2,3,4,5）、アニメアール（1,2,3）
- メカニックデザイン - 渡部隆（4,5）、明貴美加（4）、寺岡賢司（5）
- イメージイラスト - 井上宣（5）
- 作画監修 - 谷口守泰（2,3）
- 作画監督 - 谷口守泰・毛利和昭（1）、逢坂浩司・井上あきら（2,3）、柳沢まさひで（4）、佐藤多恵子・島袋美由紀（5）
- 原画 - 村中博美（1）、吉田徹（1）、寺田浩之（1,2,3）、沖浦啓之（1,2,3）、逢坂浩司（1,2,3）、柳沢まさひで（1,2,3）、佐々木かづひろ（1,2,3）、井上哲（1,2,3）、野中みゆき（1,2,3）、田中あや子（1）、山本佐和子（1）、黄瀬和哉（1,4）、浜川修二郎（1,2,3）、糸島雅彦（1,2,3,4）、貴志夫美子（1,2,3）、加瀬政広（1,4）、山田香（1,2,3）、中島美子（1）、合田浩章（1）、市川吉幸（1）、伊藤浩二（1）、北久保弘之（1）、増尾昭一（1）、田村英樹（1）、菊池道隆（1,4）、羽原信義（1）、大貫健一（1）、鶴山修（1）、谷口守泰（2,3）、上井康宣（2,3）、小森高博（2,3）、坂田利幸（2,3）、浜崎賢一（2,3）、アニメアール（2,3,5）、龍プロダクション（2）、飯野亨（3）、中山由美（3）、水村雄之（3）、佐藤卓哉（4）、桂憲一郎（4）、和泉絹子（4）、林千博（4）、平松禎史（4）、宮崎なぎさ（4）、奥野浩行（4）、山本直子（4）、吉野高夫（4）、長野順一（4,5）、佐藤多恵子（5）、島袋美由紀（5）、華房泰堂（5）、寺岡賢司（5）、前沢弘美（5）、高井宏暢（5）、星合貴彦（5）、谷端哲司（5）、長崎隆治（5）、石塚尚（5）、平裕次（5）、杉本道明（5）、布施木和伸（5）、児玉和子（5）、スタジオかーたん（5）
- （ノンクレジット原画） - 井上俊之（1）、梶島正樹（1）、森山ゆうじ（1）、大張正己（1）
- 音楽 - 後藤英雄（1）、真鍋平太郎・杉山泰（2）、川井憲次（3）、長岡成貢・石橋強（4）、アルカディア（5）
- 録音調整 - 相原正之（1,2,3）
- 録音ディレクター - 大月俊倫（2,3）
- 制作プロデューサー - 外崎清（1,2,3,4,5）、長井昌嗣（2,3）、尾崎正善（4,5）
- 制作協力 - プロジェクトチーム永久機関・アニメアール（1,2,3）、龍プロダクション・キングレコード（2,3）、ポラリス・スタジオザイン（4）、トランスアーツ（5）
- 製作 - サイエンタープライズ（1,2,3）、メルダック（4）、スタジオザイン（5）

## 映像ソフト・関連商品

### 映像ソフト
ビデオ
- ドリームハンターレム（麗夢） （1985年6月10日、サイ・エンタープライズ/R-18版/No.AD-601）受審・販売：オレンジビデオハウス
- ドリームハンター麗夢スペシャルバージョン 惨夢、甦る死神博士 （1985年12月5日、サイ・エンタープライズ/通常版/No.OA-1013）販売：オレンジビデオハウス
- ドリームハンター麗夢II 聖美神女学園の妖夢 （1986年9月5日、サイ・エンタープライズ） 販売：キングレコード
- ドリームハンター麗夢III 夢隠 首なし武者伝説 （1987年2月5日、サイ・エンタープライズ） 販売：キングレコード
- NEWドリームハンター麗夢 夢の騎士達 （1990年12月16日、メルダック）
- NEWドリームハンター麗夢 殺戮の夢幻迷宮 （1992年8月21日、サイクロン）販売：創美企画

ビデオ（再発売）
- ドリームハンター麗夢II 聖美神女学園の妖夢（廉価版） （1992年4月22日、キングレコード）
- ドリームハンター麗夢III 夢隠 首なし武者伝説（廉価版） （1992年4月22日、キングレコード）

8mmビデオ
- ドリームハンターレム（麗夢） （1986年1月25日、8AD-601、ジャパンホームビデオ）

LD
第1作にあたる「オレンジアニメーション ドリームハンター麗夢(R-18版)」はVHS方式とβeta方式のソフト化のみで、LD化はされていない。
「スペシャルバージョン」「II」「III」は、それぞれの発売から約1年後、「夢の騎士達」「殺戮の夢幻迷宮」は、ビデオの発売とほぼ同時期にLDが発売されている。また、IIとIIIは一度絶版になった後、パッケージデザインを変更した廉価版のビデオと、IIとIIIを1枚に収録したカップリングLDが再発されている。
収録内容については、「II」にはLD化に際してセリフが変更された個所が確認されている。変更といっても、語尾の微妙な言い回しの変更などであり、よくある禁止用語の入った個所の音声が消されたというような類のものではない。
- ドリームハンター麗夢スペシャルバージョン 惨夢、甦る死神博士 （1986年12月10日、オレンジビデオハウス）
- ドリームハンター麗夢II 聖美神女学園の妖夢 （1987年6月21日、キングレコード）
- ドリームハンター麗夢III 夢隠 首なし武者伝説 （1987年7月21日、キングレコード）
- ドリームハンター麗夢II・III カップリングバージョン （キングレコード）
- NEWドリームハンター麗夢 夢の騎士達 （メルダック）
- NEWドリームハンター麗夢 殺戮の夢幻迷宮 （サイクロン）

DVD
オンリー・ハーツよりリリース。BOX 1はアダルト版である1作目を除くサイ・エンタープライズ製作の初期3部作を、BOX 2はNEWシリーズの2部作に加え、CDドラマ集と大塚あきらの漫画が収録されている。オレンジビデオハウス時代の性的描写は全てカットされている。
- ドリームハンター麗夢 DVD-BOX 1 （2006年11月22日、オンリー・ハーツ）
- ドリームハンター麗夢 DVD-BOX 2 （2007年5月23日、オンリー・ハーツ）

Blu-ray
DVDと同様にオンリー・ハーツよりリリース。全5作に加え、特典DVDとして奥田誠治・毛利和昭・谷口守康・小川みずえ・松井菜桜子の座談会が収録されている。
「R18レストア版」はアダルト版である1作目を高画質リマスター＆レストアしたもの。ジャケットイラストは毛利和昭による描き下ろし。
- ドリームハンター麗夢　Blu-ray （2023年3月3日発売、オンリー・ハーツ）
- ドリームハンターレム R18レストア版Blu-ray （2025年9月29日発売、R-18版、オンリー・ハーツ）

### サントラ・CDドラマ
レコード / CD（サントラ）
キングレコードから発売。
- ドリームハンター麗夢音楽集 LP
- ドリームハンター麗夢 SONGS & MUSIC （1987年） LP
- ドリームハンター麗夢SPECIAL （1987年12月21日） LP/CD
- ドリームハンター麗夢SPECIAL （1993年1月9日） 上記の再発売CD
- Tight Beatで 呼び出して c/w Boy シングル

CDドラマ
下記2作品はキングレコードよりオリジナルCDドラマとして発売。
- ドリームハンター麗夢 電脳空域の迷路 （1988年10月21日）
- ドリームハンター麗夢 南麻布魔法倶楽部 （1989年4月21日）

下記2作品の発売はメルダック。
- NEWドリームハンター麗夢 夢の騎士達 （1990年11月21日） 同名OAVの先行イメージアルバム
- NEWドリームハンター麗夢 夢の騎士達 VOICE MOVIE （1991年1月21日） 同名OVAのCDドラマ版

下記2作品の発売はサイクロン。
- NEWドリームハンター麗夢 総統のメルセデス （1992年4月25日） オリジナルCDドラマ
- NEWドリームハンター麗夢 殺戮の夢幻迷宮 （1992年9月25日） 同名OVAのCDドラマ版

下記2作品の発売はフランティック（インディーズ）。
- ドリームハンター麗夢 残夢の白百合 （2017年08月30日 一般販売） オリジナルCDドラマ
- ドリームハンター麗夢 首無しライダーVS首無し武者 （2018年8月22日 一般販売） オリジナルCDドラマ

### 書籍
小説
- ドリームハンター麗夢V 夢サーカス美少女地獄篇 （1989年11月10日発行、徳間コミュニケーションズ）
- ドリームハンター麗夢 フロイト城幻夢譚 （1992年1月30日発行、勁文社）

漫画(雑誌掲載作品)
- サイバーコミックス（バンダイ）にて掲載 都築和彦
- 学園ミステリー（秋田書店刊）にて連載 大塚あきら（1993年）
- コミックヴァルキリーHard（キルタイムコミュニケーション刊）に読み切り掲載 火浦R（2007年）
- ドリームハンター麗夢XX  スレイブヒロインズ（キルタイムコミュニケーション刊）にて連載 火浦R・隈崎悟(脚本)（2008年5月〜2009年7月 Vol.2,4,6,8,10,12,14,16）
- ドリームハンター麗夢alternative コミックヴァルキリー（キルタイムコミュニケーション刊）にて2011年5月号～Web版VOL.7（2013年6月27日配信）まで連載 原作：奥田誠冶・作画：火浦R

単行本
- ドリームハンター麗夢XX 蒼の機関騎士（キルタイムコミュニケーション刊） 火浦R・隈崎悟(脚本)（2009年）（スレイブヒロインズにて連載されたドリームハンター麗夢XXの単行本）
- ドリームハンター麗夢alternative（キルタイムコミュニケーション刊）原作：奥田誠冶 作画：火浦R（2012～2013年）コミックヴァルキリーに連載された同名作品の単行本、全2巻）

アンソロジーコミックス
ラポートより発行。
- ぱあてぃ おぶ 麗夢 （1991年1月20日発行）
- ふぇすた おぶ 麗夢 （1992年8月20日発行）

ムック
徳間コミュニケーションズより発行。
- ドリームハンター麗夢I （1987年12月10日発行）
- ドリームハンター麗夢II （1988年4月10日発行）
- ドリームハンター麗夢III （1988年7月20日発行）
- ドリームハンター麗夢SP （1990年3月31日発行）

このほか、デジタルギャルズパラダイスフィギュアコレクションでフィギュアが販売されている。

## 実写版
DVD-BOXの企画を行ったオフィス・ファンタムの「天海麗☆オフィス・ファンタム Blog」では、『麗夢』のDVD化情報の告知や『麗夢II』で初めてOVAの作画監督を務めた逢坂浩司へのインタビューなども行っており、2005年には所属のAV女優天海麗主演でオリジナルビデオの企画が進行との記述があったが単独で製作はされず、麗夢と同じ世界の新作オリジナルビデオ『D.Dブレイカー』のプロモーションとしてマイウェイ出版のムック「ヒロイン凌辱クラブvol.01」の付録DVDに収録された「ドリームハンター天海麗×D.D.ブレイカー姫咲りりあ」が製作された。